# Элджей
Элдже́й (настоящее имя — Алексе́й Константи́нович Узеню́к; род. 9 июля 1994, Новосибирск, Россия) — российский рэпер, хип-хоп- и поп-исполнитель и актёр дубляжа.

## Биография
Родился 9 июля 1994 года в Новосибирске. Отец — Константин Семёнович Узенюк, бизнесмен, генеральный директор ООО «Бизнес-Металл». У Алексея есть брат Данил.
1 декабря 2021 года улетел жить на Кипр после обвинений в пропаганде наркотиков. Через полтора месяца, 18 января 2022 года, вернулся в Россию.

### Личная жизнь
В 2018 году начал встречаться с видеоблогером и телеведущей Настей Ивлеевой (род. 8 марта 1991), на которой женился 5 сентября 2019 года. 9 июля 2021 года пара объявила о расставании.

## Карьера
Начинал карьеру с записи нескольких сольных хип-хоп-альбомов. Дебютной сольной работой рэпера стал альбом «Бошки дымятся», выпущенный в 2014 году. В 2016 году вышел второй альбом Элджея «Катакомбы».

### Приход успеха
К началу 2017 года внешний вид Элджея претерпевает изменения, а новый стиль рэпера становится ближе к стилистике Zef и Die Antwoord. Ещё в октябре 2016 года в видеоинтервью каналу ТНТ Music Элджей рассказал о том, что повлияло на его перемены в музыке[что?]. 15 сентября 2016 года на iTunes был презентован первый сингл «Дисконнект» совместно с исполнителем Кравц. 7 октября 2016 года был выпущен альбом Sayonara Boy, который успешно дебютировал в русском чарте Apple Music и iTunes, заняв там вторую строчку.
22 июня 2017 года выпустил свой новый альбом Sayonara Boy ろ исключительно для социальной сети «ВКонтакте». В Apple Music и iTunes альбом появился 24 июня 2017 года. Первым синглом с альбома был трек «FckuDJ», выпущенный 1 января 2017 года. Вторым синглом стал трек «Рваные джинсы», выпущенный 13 июня 2017 года: за несколько дней трек стал самым популярным «ВКонтакте» и занял лидирующую строчку. Таким образом, к концу 2017 года на счету Элджея оказалось шесть студийных альбомов, последний из которых был Sayonara Boy ろ.

### «Розовое вино»
5 августа 2017 года Элджей выпустил новый сингл «Розовое вино» совместно с московским рэп-исполнителем Feduk. Трек в считаные дни занял лидирующие строчки в iTunes и Apple Music, также стал самой популярной песней «ВКонтакте». Тогда же к Элджею пришла всероссийская известность, поскольку «Розовое вино» стала одним из главных русскоязычных хитов года. Клип на песню вышел 14 ноября 2017 года и стал причиной конфликта между исполнителями, не разобравшимися с порядком имён в названии видеоролика: изначально клип опубликовал Федук, и его имя шло первым в списке исполнителей; в течение двух дней после публикации на YouTube ролик набрал два миллиона просмотров, а затем был заблокирован; когда спустя ещё день он был разблокирован, первым в списке исполнителей был Элджей. Позже Элджей заявил, что причиной блокировки стал не порядок имён исполнителей, а претензии к цветокоррекции в видеоклипе. В разгар конфликта блогер Эльдар Джарахов резко раскритиковал в Твиттере менеджмент Элджея, а фронтмен группы Little Big Илья Прусикин заявил, что Элджей выдал песню, в которой он изначально участвовал в качестве приглашённого исполнителя, за свою.
По данным социальной сети «ВКонтакте», за год песню прослушали более 200 миллионов раз, что сделало её, по мнению пользователей, самой популярной музыкальной композицией 2017 года.
Популярность песни Элджея и Федука привела к появлению музыкальной пародии в передаче «Вечерний Ургант». В клипе под названием «Розово-малиновое вино» приняли участие ведущий Иван Ургант, сценарист передачи Александр Гудков, певец Игорь Николаев (автор хита «Малиновое вино»), сам Федук и журналист Юрий Дудь.

### Дальнейшая деятельность

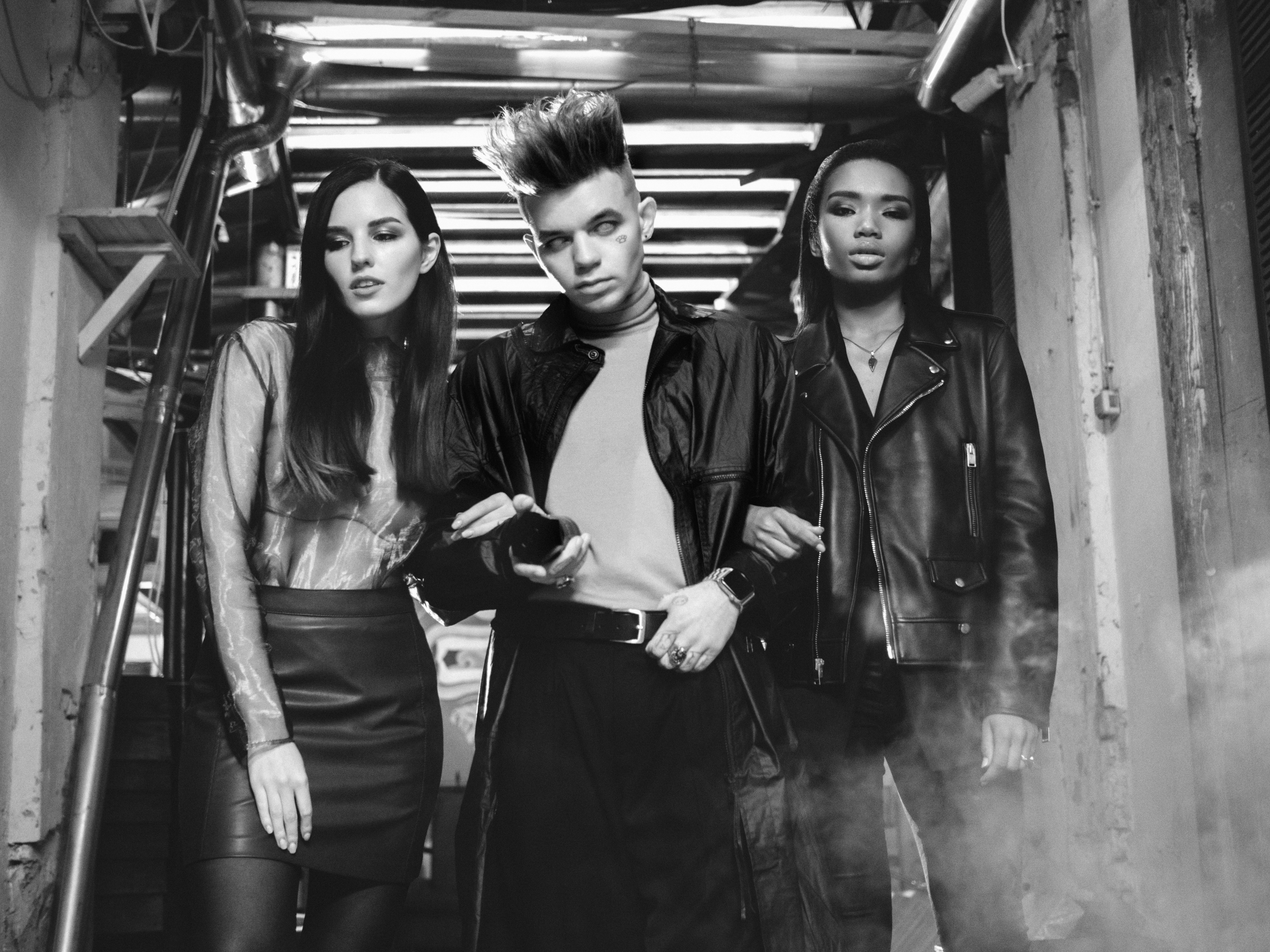
Элджей на съёмках для Yves Saint Laurent

В декабре 2017 года Элджей открыл собственный лейбл, в рамках которого начал работать с одесской группой «Чёрное кино», а также выпустил сингл «Минимал». Также он стал лицом для новой серии духов Yves Saint Laurent La Nuit De L’homme Intense.
В 2018 году Элджей принял участие в дубляже мультфильма «Ральф против интернета», в котором озвучил персонажа Спамли.
Весной 2019 года Элджей и Федук, которые перед этим больше года не общались, анонсировали совместный концерт. И 17 мая 2019 года они совместно на концерте в московском клубе ARENA by SOHO FAMILY исполнили песню «Розовое вино».
3 марта 2023 года Федук подал в суд на Элджея из-за совместного трека Punks Not Dead, который был выложен без разрешения Фёдора. В том же месяце стало известно о создании Элджеем баскетбольной команды Sayonara Boys, которая с 1 апреля выступает в Медиалиге.

## Дискография

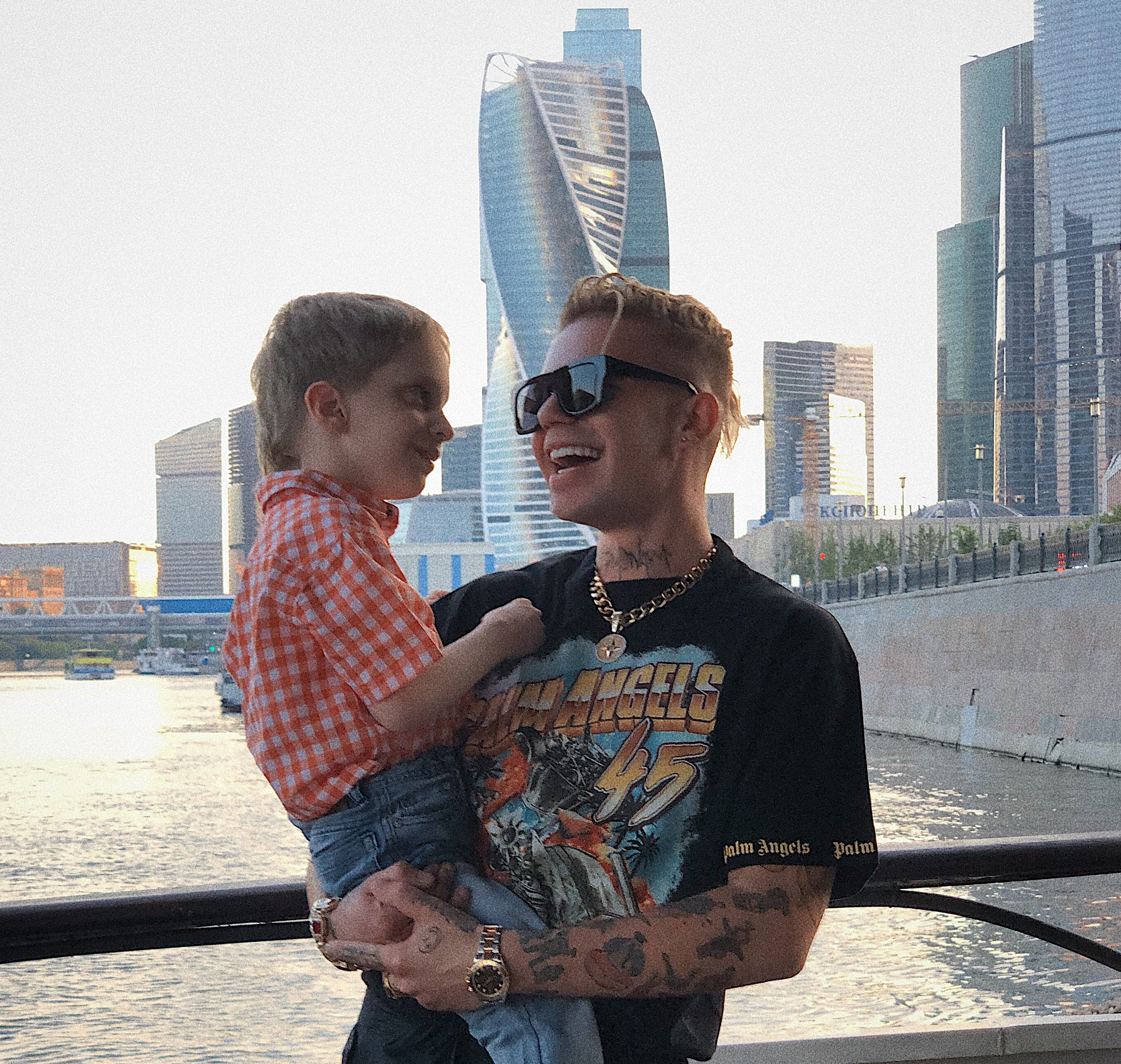
Рэпер Элджей и мальчик Серёжа, прославившийся своими каверами на музыканта

### Полноформатные альбомы
| №                   | Название            | Длительность |
| ------------------- | ------------------- | ------------ |
| 1.                  | «Нищеброд»          | 2:00         |
| 2.                  | «Скиточек»          | 1:04         |
| 3.                  | «14 февраля»        | 2:35         |
| 4.                  | «Разлетимся»        | 2:46         |
| 5.                  | «ПВ»                | 3:12         |
| 6.                  | «Заплыв»            | 4:15         |
| 7.                  | «Размажет»          | 3:17         |
| 8.                  | «Сильнее»           | 3:22         |
| 9.                  | «Тащит»             | 1:50         |
| 10.                 | «Холодно»           | 3:42         |
| 11.                 | «Комфорт»           | 4:01         |
| Общая длительность: | Общая длительность: | 30:44        |

| №                   | Название                              | Длительность |
| ------------------- | ------------------------------------- | ------------ |
| 1.                  | «Фаер»                                | 3:10         |
| 2.                  | «Фальстарт»                           | 3:44         |
| 3.                  | «Бошки дымятся»                       | 2:30         |
| 4.                  | «Крыса»                               | 3:12         |
| 5.                  | «Рецепты»                             | 2:40         |
| 6.                  | «Мой район»                           | 2:29         |
| 7.                  | «Нелегал»                             | 2:48         |
| 8.                  | «Уличные маги» (feat. Chet)           | 3:13         |
| 9.                  | «Дистанция»                           | 2:54         |
| 10.                 | «Воу»                                 | 2:34         |
| 11.                 | «Перерыв»                             | 2:04         |
| 12.                 | «Мучу фо ю»                           | 2:53         |
| 13.                 | «Непосредственность» (feat. Монблант) | 3:55         |
| 14.                 | «Срок годности» (feat. Dom1no)        | 3:12         |
| 15.                 | «Пополам»                             | 2:04         |
| Общая длительность: | Общая длительность:                   | 40:42        |

| №                   | Название                               | Длительность |
| ------------------- | -------------------------------------- | ------------ |
| 1.                  | «Затяжка»                              | 2:42         |
| 2.                  | «Выход»                                | 3:22         |
| 3.                  | «Последний фит» (feat. 4atty aka Tila) | 3:01         |
| 4.                  | «24 дня»                               | 2:26         |
| 5.                  | «Hip-Hop» (feat. Kastro)               | 3:43         |
| 6.                  | «Растафарай»                           | 3:07         |
| 7.                  | «In The Sky»                           | 2:38         |
| 8.                  | «Хорошо»                               | 2:17         |
| 9.                  | «Лучшие качества» (feat. JET)          | 3:14         |
| 10.                 | «1094-й»                               | 1:53         |
| 11.                 | «Размажет»                             | 3:17         |
| Общая длительность: | Общая длительность:                    | 29:80        |

| №                   | Название                                    | Длительность |
| ------------------- | ------------------------------------------- | ------------ |
| 1.                  | «Платина»                                   | 2:36         |
| 2.                  | «Летсгирит»                                 | 2:26         |
| 3.                  | «Рарный айтем»                              | 2:07         |
| 4.                  | «Fans»                                      | 2:35         |
| 5.                  | «Sayonara Mama Boy»                         | 3:11         |
| 6.                  | «ТрэпХаусРок»                               | 3:42         |
| 7.                  | «Darknet»                                   | 2:36         |
| 8.                  | «Toilet» (feat. Tommy Cash & Коста Лакоста) | 3:50         |
| 9.                  | «Шейх»                                      | 2:57         |
| 10.                 | «Самурай»                                   | 2:31         |
| 11.                 | «Кровосток»                                 | 2:40         |
| 12.                 | «Дырки в голове»                            | 2:31         |
| 13.                 | «Tamagotchi (Bonus)»                        | 3:00         |
| Общая длительность: | Общая длительность:                         | 31:42        |

| №                   | Название                          | Длительность |
| ------------------- | --------------------------------- | ------------ |
| 1.                  | «Психологи (Bonus)»               | 2:44         |
| 2.                  | «Окошки»                          | 3:47         |
| 3.                  | «Punks Not Dead» (при уч. Федука) | 2:04         |
| 4.                  | «Алка-зельтцер»                   | 3:06         |
| 5.                  | «Sayonara bоль»                   | 2:15         |
| 6.                  | «Изиранеры»                       | 2:17         |
| 7.                  | «Форрест Гамп»                    | 2:56         |
| 8.                  | «Apteka» (при уч. yngluv)         | 2:29         |
| 9.                  | «=(»                              | 3:05         |
| 10.                 | «Demo Bieber (Читер)»             | 2:36         |
| 11.                 | «D3»                              | 1:51         |
| 12.                 | «Lockdown» (при уч. AMATORY)      | 2:35         |
| 13.                 | «Карри»                           | 2:37         |
| 14.                 | «Созвездие Либра»                 | 2:29         |
| 15.                 | «Harakiri»                        | 1:52         |
| Общая длительность: | Общая длительность:               | 38:43        |

| №                   | Название                                      | Длительность |
| ------------------- | --------------------------------------------- | ------------ |
| 1.                  | «GAMEBOY»                                     | 3:25         |
| 2.                  | «MAC&CHEESE» (при уч. Onative)                | 2:46         |
| 3.                  | «CLEANING»                                    | 2:33         |
| 4.                  | «GPT» (при уч. ANIKV)                         | 3:16         |
| 5.                  | «HANGOVER»                                    | 2:33         |
| 6.                  | «DAMAGE» (при уч. Azar Strato)                | 1:26         |
| 7.                  | «COLDMACINE»                                  | 2:34         |
| 8.                  | «SIBERIA»                                     | 1:58         |
| 9.                  | «NEVER EVER»                                  | 3:18         |
| 10.                 | «SHAR» (при уч. EIGHTEEN)                     | 2:26         |
| 11.                 | «SNOVA (VIP Remix)» (при уч. Федука и Biicla) | 2:39         |
| 12.                 | «4x4»                                         | 2:21         |
| 13.                 | «FLASHBACK»                                   | 2:23         |
| Общая длительность: | Общая длительность:                           | 33:38        |

### Мини-альбомы
| №                   | Название            | Длительность |
| ------------------- | ------------------- | ------------ |
| 1.                  | «Пушка»             | 2:01         |
| 2.                  | «Впорядке»          | 2:12         |
| 3.                  | «Кукуруку»          | 2:12         |
| 4.                  | «Взрываем и крутим» | 1:53         |
| 5.                  | «Нумизматик»        | 3:48         |
| 6.                  | «Колесо»            | 2:31         |
| 7.                  | «Лапать не надо»    | 3:33         |
| 8.                  | «Асталависта»       | 2:20         |
| Общая длительность: | Общая длительность: | 19:10        |

| №                   | Название                           | Длительность |
| ------------------- | ---------------------------------- | ------------ |
| 1.                  | «Катакомбы 2»                      | 4:04         |
| 2.                  | «Опасный худ»                      | 2:58         |
| 3.                  | «Музыка» (feat. MiyaGi & Эндшпиль) | 4:52         |
| 4.                  | «Опушки»                           | 2:58         |
| 5.                  | «Как так?»                         | 3:08         |
| 6.                  | «10 квадратов»                     | 2:45         |
| 7.                  | «Мотыльки» (feat. Монблант)        | 3:23         |
| 8.                  | «Люди на худе»                     | 2:24         |
| Общая длительность: | Общая длительность:                | 24:72        |

| №                   | Название                   | Длительность |
| ------------------- | -------------------------- | ------------ |
| 1.                  | «НЛО»                      | 4:14         |
| 2.                  | «Майор лазер»              | 3:15         |
| 3.                  | «Hello Kitty» (Remix ABZV) | 3:41         |
| 4.                  | «Сайонара»                 | 3:39         |
| 5.                  | «Никаких обещаний»         | 2:52         |
| 6.                  | «Дисконнект» (feat. Кравц) | 3:54         |
| 7.                  | «Valentino» (feat. Enrage) | 4:36         |
| 8.                  | «Рагамафин»                | 3:30         |
| Общая длительность: | Общая длительность:        | 27:81        |

| №                   | Название                 | Длительность |
| ------------------- | ------------------------ | ------------ |
| 1.                  | «ZEF»                    | 3:20         |
| 2.                  | «Ecstasy»                | 3:38         |
| 3.                  | «Ультрафиолетовая лампа» | 3:34         |
| 4.                  | «Mamá»                   | 2:23         |
| 5.                  | «Топ топ»                | 2:49         |
| 6.                  | «Рваные джинсы»          | 3:00         |
| 7.                  | «FckuDJ»                 | 2:48         |
| 8.                  | «Tic-Tac»                | 3:35         |
| Общая длительность: | Общая длительность:      | 23:47        |

| №                   | Название                  | Длительность |
| ------------------- | ------------------------- | ------------ |
| 1.                  | «Secret Chat»             | 2:50         |
| 2.                  | «Suzuki»                  | 3:05         |
| 3.                  | «ZEF 2.0»                 | 2:43         |
| 4.                  | «LEGO»                    | 2:42         |
| 5.                  | «Ребёнок рождённый сиять» | 3:21         |
| 6.                  | «Минимал»                 | 3:22         |
| 7.                  | «Nokia»                   | 2:17         |
| 8.                  | «Hey, Guys» (G-Pol Remix) | 2:58         |
| 9.                  | «Растворитель»            | 2:59         |
| Общая длительность: | Общая длительность:       | 24:17        |

| №                   | Название             | Длительность |
| ------------------- | -------------------- | ------------ |
| 1.                  | «Vrum vrum»          | 3:59         |
| 2.                  | «Versace»            | 3:02         |
| 3.                  | «Fontan»             | 3:32         |
| 4.                  | «143»                | 3:48         |
| 5.                  | «Madrid» (feat. NXN) | 4:01         |
| 6.                  | «Gologramma»         | 3:07         |
| 7.                  | «California»         | 2:51         |
| 8.                  | «Wanna Dance»        | 2:44         |
| 9.                  | «Afterparty»         | 3:28         |
| Общая длительность: | Общая длительность:  | 28:72        |

| №                   | Название            | Длительность |
| ------------------- | ------------------- | ------------ |
| 1.                  | «AEROZOL»           | 3:12         |
| 2.                  | «BODYBAG»           | 2:04         |
| 3.                  | «JO MALONE»         | 3:18         |
| Общая длительность: | Общая длительность: | 8:34         |

### Альбомы ремиксов
| №                   | Название                               | Длительность |
| ------------------- | -------------------------------------- | ------------ |
| 1.                  | «Tic-Tac» (Tars Remix)                 | 4:32         |
| 2.                  | «FckuDJ» (Tars & Eclise Remix)         | 2:42         |
| 3.                  | «Рваные джинсы» (Ploty Remix)          | 2:54         |
| 4.                  | «Топ топ» (Gosha Remix)                | 2:53         |
| 5.                  | «Mamá» (Legacy Remix)                  | 2:39         |
| 6.                  | «Ультрафиолетовая лампа» (G-Pol Remix) | 2:37         |
| 7.                  | «Ecstasy» (CVPELLV Remix)              | 4:39         |
| 8.                  | «ZEF» (G-Pol Remix)                    | 4:36         |
| Общая длительность: | Общая длительность:                    | 25:32        |

| №                   | Название                          | Длительность |
| ------------------- | --------------------------------- | ------------ |
| 1.                  | «Платина» (Diamond Style Remix)   | 3:19         |
| 2.                  | «Darknet» (G-Pol Remix)           | 3:33         |
| 3.                  | «Sayonara Mama Boy» (gosha Remix) | 3:35         |
| 4.                  | «Кровосток» (Remix)               | 2:29         |
| 5.                  | «Шейх» (Gangan Remix)             | 2:38         |
| 6.                  | «Летсгирит» (gosha Remix)         | 2:50         |
| 7.                  | «Nlo» (Suzu — Chi Remix)          | 3:05         |
| Общая длительность: | Общая длительность:               | 20:09        |

### Синглы
| Название                                                | Год  | Высшие позиции в чартах  | Высшие позиции в чартах | Высшие позиции в чартах | Альбом                |
| Название                                                | Год  | Top Radio & YouTube Hits | Top Radio Hits          | Top YouTube Hits        | Альбом                |
| ------------------------------------------------------- | ---- | ------------------------ | ----------------------- | ----------------------- | --------------------- |
| «Нелегал»                                               | 2015 | —                        | —                       | —                       | Бошки дымятся         |
| «Музыка» (при уч. MiyaGi & Эндшпиль)                    | 2015 | —                        | —                       | —                       | Катакомбы             |
| «Некуда бежать» (при уч. Олега Смита)                   | 2015 | —                        | —                       | —                       | без альбома           |
| «Тише тише» (при уч. Олега Смита)                       | 2016 | —                        | —                       | —                       | без альбома           |
| «Дисконнект» (при уч. Кравца)                           | 2016 | —                        | —                       | —                       | Sayonara Boy          |
| «Залетаю домой»                                         | 2016 | —                        | —                       | —                       | без альбома           |
| «Что с моими глазами?»                                  | 2017 | —                        | —                       | —                       | без альбома           |
| «Bounce»                                                | 2017 | —                        | —                       | —                       | без альбома           |
| «Рваные джинсы»                                         | 2017 | 66                       | —                       | 8                       | Sayonara Boy ろ       |
| «Ультрамариновые танцы»                                 | 2017 | 360                      | —                       | 81                      | без альбома           |
| «Розовое вино" (при уч. Feduk)                          | 2017 | —                        | —                       | —                       | без альбома           |
| «Hey, Guys»                                             | 2017 | 54                       | 441                     | 4                       | без альбома           |
| «Дэнсим» (совместно с «Чёрное Кино»)                    | 2017 | —                        | —                       | —                       | без альбома           |
| «Минимал»                                               | 2017 | 4                        | 21                      | 2                       | Sayonara Boy X        |
| «Suzuki»                                                | 2017 | 55                       | —                       | 8                       | Sayonara Boy X        |
| «360°»                                                  | 2017 | —                        | —                       | —                       | без альбома           |
| «1love»                                                 | 2018 | 87                       | 240                     | 51                      | без альбома           |
| «Aqua» (совместно с Sorta)                              | 2018 | —                        | —                       | —                       | без альбома           |
| «Гости из будущего» (совместно с «Чёрное Кино»)         | 2018 | —                        | —                       | —                       | без альбома           |
| «Vrum Vrum»                                             | 2018 | —                        | —                       | —                       | Sayonara Boy 143      |
| «Sosedi» (при уч. Коста Лакоста)                        | 2018 | —                        | —                       | —                       | без альбома           |
| «California»                                            | 2019 | 28                       | 396                     | 5                       | Sayonara Boy 143      |
| «Антидепрессанты»                                       | 2019 | 32                       | 28                      | 35                      | без альбома           |
| «Sayonara детка» (при уч. Эра Истрефи)                  | 2019 | —                        | —                       | —                       | без альбома           |
| «Метеориты» (при уч. Коста Лакоста)                     | 2019 | —                        | —                       | —                       | без альбома           |
| «UFO» (совместно с Don Diablo)                          | 2019 | —                        | —                       | —                       | без альбома           |
| «Кровосток»                                             | 2020 | —                        | —                       | —                       | Sayonara Boy Opal     |
| «Tamagotchi (Bonus)»                                    | 2020 | 123                      | 172                     | —                       | Sayonara Boy Opal     |
| «Cadillac» (совместно с Моргенштерном)                  | 2020 | —                        | —                       | —                       | без альбома           |
| «911»                                                   | 2020 | —                        | —                       | —                       | без альбома           |
| «Lollipop» (совместно с Моргенштерном)                  | 2020 | 2                        | 270                     | 1                       | без альбома           |
| «Lamborghini Countach»                                  | 2020 | —                        | —                       | —                       | без альбома           |
| «Wunder King»                                           | 2021 | —                        | —                       | —                       | без альбома           |
| «18+» (совместно с Sorry Jesus)                         | 2021 | —                        | —                       | —                       | Baby Бунт             |
| «Bart Simpson»                                          | 2021 | —                        | —                       | —                       | без альбома           |
| «Candy Flip»                                            | 2021 | —                        | —                       | —                       | без альбома           |
| «Первая полоса»                                         | 2021 | —                        | —                       | —                       | без альбома           |
| «Крестики — Нолики»                                     | 2021 | —                        | —                       | —                       | без альбома           |
| «SODA» (совместно с VACÍO)                              | 2021 | —                        | —                       | —                       | без альбома           |
| «Она тебя любит» (совместно с The Limba & Slava Marlow) | 2021 | —                        | —                       | —                       | без альбома           |
| «Дом Периньон» (совместно с Пошлой Молли)               | 2021 | —                        | —                       | —                       | без альбома           |
| «URUS» (совместно с Rakhim)                             | 2021 | —                        | —                       | —                       | без альбома           |
| «Мураками»                                              | 2021 | —                        | —                       | —                       | без альбома           |
| «Unlock» (совместно с Rompasso)                         | 2021 | —                        | —                       | —                       | без альбома           |
| «Чупа Чупс» (совместно с Пошлой Молли)                  | 2021 | —                        | —                       | —                       | без альбома           |
| «Meow» (совместно с Kontra K)                           | 2022 | —                        | —                       | —                       | Meow — макси-синглы   |
| «Meow» (совместно с R3hab & Kontra K)                   | 2022 | —                        | —                       | —                       | Meow — макси-синглы   |
| «Made in Italy»                                         | 2022 | —                        | —                       | —                       | без альбома           |
| «Бронежилет» (совместно с Коста Лакоста)                | 2022 | —                        | —                       | —                       | без альбома           |
| «Форест Гамп»                                           | 2022 | —                        | —                       | —                       | Sayonara боль         |
| «Harakiri»                                              | 2023 | —                        | —                       | —                       | Sayonara боль         |
| «Изиранеры»                                             | 2023 | —                        | —                       | —                       | Sayonara боль         |
| «Ne Prada» (совместно с Моргенштерном и Arut)           | 2023 | —                        | —                       | —                       | без альбома           |
| «Keyhole» (совместно с Коста Лакоста)                   | 2023 | —                        | —                       | —                       | без альбома           |
| «Drake»                                                 | 2023 | —                        | —                       | —                       | без альбома           |
| «AI»                                                    | 2023 | —                        | —                       | —                       | без альбома           |
| «SPORT» (совместно с Anikv)                             | 2024 | —                        | —                       | —                       | без альбома           |
| «SNOVA» (совместно с FEDUK и Biicla)                    | 2024 | —                        | —                       | —                       | COMPLEX Полноценности |
| «SHAR» (совместно с EIGHTEEN)                           | 2024 | —                        | —                       | —                       | COMPLEX Полноценности |
| «По Домам» (совместно с MACAN)                          | 2024 | —                        | —                       | —                       | без альбома           |
| «AEROFLOT 143» (совместно с Navai)                      | 2025 | —                        | —                       | —                       | без альбома           |
| «GPT» (совместно с Anikv)                               | 2025 | —                        | —                       | —                       | COMPLEX Полноценности |

### Другие песни в чартах
| Название | Год  | Высшие позиции в чартах  | Альбом         |
| Название | Год  | Top Radio & YouTube Hits | Альбом         |
| -------- | ---- | ------------------------ | -------------- |
| «LEGO»   | 2018 | 426                      | Sayonara Boy X |

### Гостевое участие
| Название                 | Год  | Другие исполнители   | Альбом                                         |
| ------------------------ | ---- | -------------------- | ---------------------------------------------- |
| «Последний фит»          | 2017 | Мосты                | «7я»                                           |
| «Перемены»               | 2018 | ChipaChip, Вгрязь    | «Рарный айтем»                                 |
| «Aqua»                   | 2019 | Sorta                | This ls Sorta                                  |
| «Злой»                   | 2020 | Slava Marlow         | «Артём»                                        |
| «Nalik»                  | 2021 | Tommy Cash           | MoneySutra                                     |
| «18+»                    | 2021 | Sorry Jesus          | Baby Бунт                                      |
| «Умираю!»                | 2021 | Thrill Pill          | «Грустное»                                     |
| «Антифриз»               | 2021 | Soda Luv             | Roomination                                    |
| «Discord»                | 2022 | Aarne, Lil Krystalll | Aa Language                                    |
| «Location»               | 2022 | Моргенштерн          | Last One                                       |
| «Fasion»                 | 2023 | T-Fest               | Geek                                           |
| «Мне с тобою хорошо»     | 2024 | Руки Вверх!          | Трибьют Руки Вверх!                            |
| «Russian Heart Roulette» | 2025 | Atomic Heart         | Atomic Heart Vol. 5 (Original Game Soundtrack) |
| «Shake»                  | 2025 | Yanix                | Vibes                                          |
| «БОЛЬШИЕ ДИСКИ»          | 2025 | Slava Marlow         | ЭЛЬФ 1                                         |

### Видеография
| Год  | Название             | Другой исполнитель | Альбом           | Режиссёр                            |
| ---- | -------------------- | ------------------ | ---------------- | ----------------------------------- |
| 2015 | Нелегал              |                    | «Бошки дымятся»  | Влад Козлов                         |
| 2016 | Залетаю домой        |                    |                  | Алексей Рожков                      |
| 2017 | Дисконнект           | Кравц              | Sayonara Boy     | KOSMODROME                          |
| 2017 | Рваные джинсы        |                    | Sayonara Boy ろ  | Даниэль Ким                         |
| 2017 | Розовое вино         | Feduk              |                  | Алина Пязок                         |
| 2017 | Дэнсим               | «Чёрное кино»      |                  | Arche Versace                       |
| 2018 | Hey, Guys            |                    |                  | Айсултан Сеитов                     |
| 2018 | Минимал              |                    | Sayonara Boy X   | Макс Шишкин                         |
| 2018 | Suzuki               |                    | Sayonara Boy X   | Медет Шаяхметов                     |
| 2018 | 360°                 |                    |                  | Max Shishkin                        |
| 2018 | Гости из будущего    | «Чёрное кино»      |                  | Arche Versace                       |
| 2018 | Aqua                 | Sorta              | This ls Sorta    | Max Shishkin                        |
| 2018 | 1love                |                    |                  | Max Shishkin                        |
| 2019 | California           |                    | Sayonara Boy 143 | Max Shishkin                        |
| 2019 | Sayonara Детка       | Эра Истрефи        |                  | Medet Shayakhmetov                  |
| 2020 | UFO                  | Don Diablo         |                  | Феликс Умаров                       |
| 2020 | Cadillac             | Моргенштерн        |                  | Ян Боханович, Рома Нехода           |
| 2020 | Lollipop             | Моргенштерн        |                  | Дэвид Бинцен (англ. David Bintsene) |
| 2020 | Lamborghini Countach |                    |                  | Ян Боханович                        |
| 2021 | Wunder King          |                    |                  | Gex                                 |
| 2021 | 18+                  | Sorry Jesus        | Baby Бунт        | Гоша Гап и Павел Матуся             |
| 2021 | Дом периньон         | Пошлая Молли       |                  | Никита Квасников                    |
| 2021 | URUS                 | Rakhim             |                  | Айторе Жолдаскали                   |
| 2022 | Meow                 | Kontra K           |                  | не указан                           |
| 2022 | Location             | Моргенштерн        | Last One         | Алексей Романов                     |
| 2023 | Harakiri             |                    | Sayonara Боль    | Max Shishkin                        |
| 2023 | Ne Prada             | Моргенштерн, Arut  |                  | Никита Вильчинский                  |

## Фильмография

### Дубляж
- 2018 — Ральф против интернета — Спамли[6]
- 2020 — Cyberpunk 2077 (игра) — Кевин Ли[7]
- 2021 — Отряд самоубийц: Миссия навылет — Нанауэ / Король Акул[40]